# The Wanderer (Dion)
The Wanderer è una canzone di Dion, composta da Ernie Maresca, tratta dall'album Runaround Sue.
Nel 1962 è stata al secondo posto nella Billboard Chart.
Ha fatto parte della colonna sonora del film The Wanderers - I nuovi guerrieri (1979) di Philip Kaufman, del film La leggenda di Al, John e Jack (2002) diretto dal trio comico Aldo, Giovanni e Giacomo e da Massimo Venier ed anche del film I mercenari 2 (2012) diretto da Simon West. Compare anche nella colonna sonora del gioco Fallout 4. Compare infine nella serie televisiva Lost Girl.
Molti altri artisti ne hanno però inciso delle cover, fra i quali Gary Glitter, Beach Boys, Leif Garrett, Status Quo, Eddie Rabbitt e Ted Chippington.

## Versione degli Status Quo
La cover di The Wanderer degli Status Quo viene incisa nel 1984.